# Japanische Badmintonmeisterschaft 1967
Die Japanische Badmintonmeisterschaft 1967 war die 21. Austragung der nationalen Titelkämpfe im Badminton in Japan. Sie fand vom 6. bis zum 12. Dezember 1967 in Yokohama statt.

## Titelträger
| Disziplin    | Sieger                         |
| ------------ | ------------------------------ |
| Herreneinzel | Ippei Kojima                   |
| Dameneinzel  | Noriko Takagi                  |
| Herrendoppel | Ippei Kojima Masao Akiyama     |
| Damendoppel  | Noriko Takagi Hiroe Amano      |
| Mixed        | Yoshinori Itagaki Setsuko Ohta |